# Messerschmitt P.1111

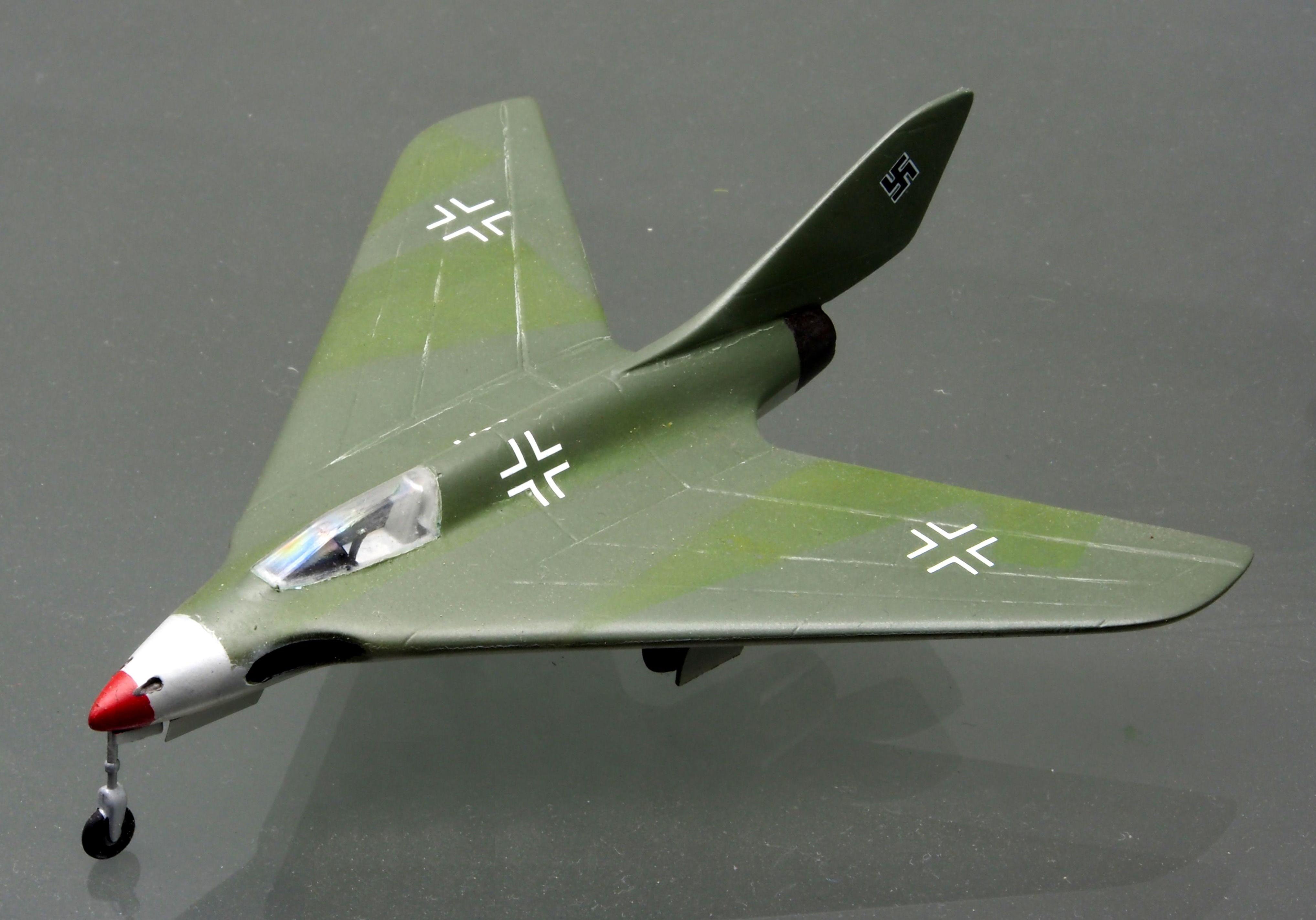
Maquette de l'avion.

Le Messerschmitt P.1111 est un avion à réaction expérimental du Troisième Reich qui ne dépassa pas le stade de maquette à échelle 1:1 au début de l'année 1945. Il s'agit d'une aile volante sans empennage horizontal, avec une dérive en forte flèche, avec un cockpit pressurisé destiné à un pilote unique. La longueur et l'envergure sont proches de 9 mètres. Les entrées d'air du réacteur se trouvent au niveau de l'emplanture des ailes, dans le bord d'attaque. Le moteur planifié est un Heinkel HeS 011, quatre canons MK 108 de 30 mm étant prévus comme armement, 2 dans le nez, et un à la racine de chaque aile. Sa vitesse maximale prévue était de 995 km/h.
Une seconde version fut étudiée avec une aile plus étroite et un empennage papillon.